# 六工社

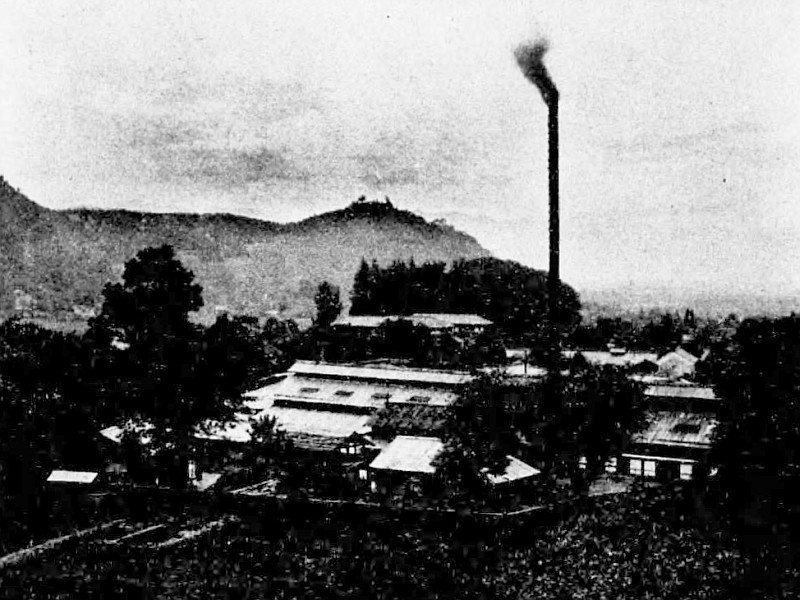
六工社

六工社（）は、長野県埴科郡西条村（現・長野市松代町西条）六工（）に位置した国内初の民間蒸気製糸工場である。

## 沿革
- 1874年 - 社長の春山喜平次、副社長の大里忠一郎ら旧松代藩士の出資によって、官営富岡製糸場にならい2月に建設を開始。技術指導にあたった和田英（当時は旧姓の横田）らが富岡製糸場から戻り8月に創業を開始。
- 1912年 - 業績不振により、本六工社（1901年創業）に事業が引き継がれる。

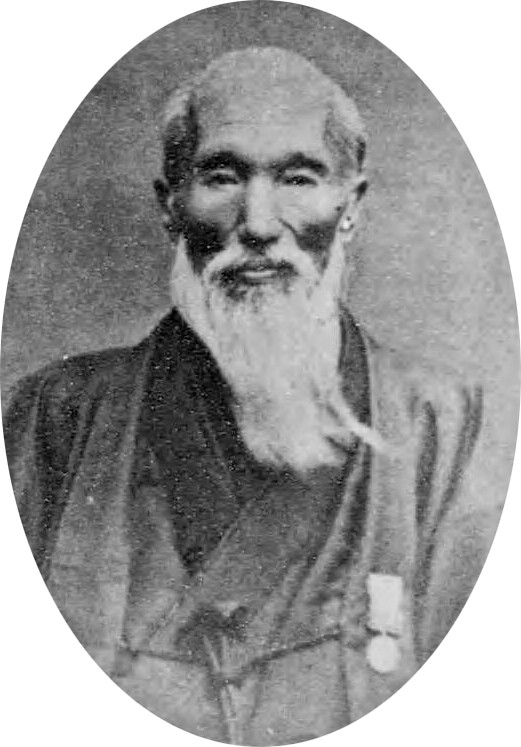
大里忠一郎
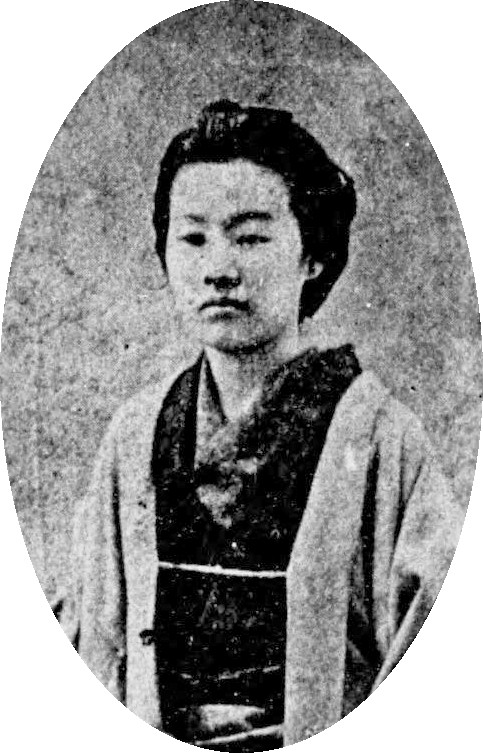
和田英